# 双纹尼罗蛤
双纹尼罗蛤（学名：Neilo bisculpta），是弯锦蛤目黄锦蛤科尼罗蛤属的一种。主要分布于中国大陆，常栖息在水深127-146米。